# Brachydesmus yosemitensis
Brachydesmus yosemitensis är en mångfotingart som beskrevs av Ottis Robert Causey 1954. Brachydesmus yosemitensis ingår i släktet Brachydesmus och familjen plattdubbelfotingar. Inga underarter finns listade i Catalogue of Life.